# Joanna Rowsell
Joanna Katie Rowsell MBE (ur. 5 grudnia 1988 w Sutton) – brytyjska kolarka torowa i szosowa, dwukrotna mistrzyni olimpijska, wielokrotna medalistka torowych mistrzostw świata i Europy.

## Kariera
Pierwszy sukces w karierze Joanna Rowsell osiągnęła w 2006 roku, kiedy na mistrzostwach Wielkiej Brytanii zajęła trzecie szosowym wyścigu ze startu wspólnego. Rok później zajęła trzecie miejsce w krajowych mistrzostwach w torowym wyścigu punktowym. W 2008 roku wystąpiła na mistrzostwach świata w Manchesterze, gdzie wspólnie z Wendy Houvenaghel i Rebeccą Romero zdobyła złoty medal w wyścigu drużynowym na dochodzenie. Sukces ten powtórzyła także ma mistrzostwach świata w Pruszkowie w 2009 roku (wraz z Elizabeth Armitstead i Wendy Houvenaghel) oraz na mistrzostwach świata w Melbourne w 2012 roku (razem z Laurą Trott i Danielle King). Ponadto na mistrzostwach świata w Kopenhadze w 2010 roku wraz z Armitstead i Houvenaghel zdobyła srebrny medal w tej samej konkurencji. W wyścigu drużynowym na dochodzenie zwyciężyła także podczas mistrzostw Europy w Apeldoorn w 2011 roku, mistrzostw Europy w Apeldoorn w 2013 roku oraz mistrzostw świata w Cali w 2014 roku. Na tej ostatniej imprezie wywalczyła również złoty medal indywidualnie, wyprzedzając Amerykankę Sarę Hammer i Amy Cure z Australii.

## Życie prywatne
Rowsell cierpi na łysienie plackowate.